# پیش‌آغشته
پیش‌آغشته چیست؟

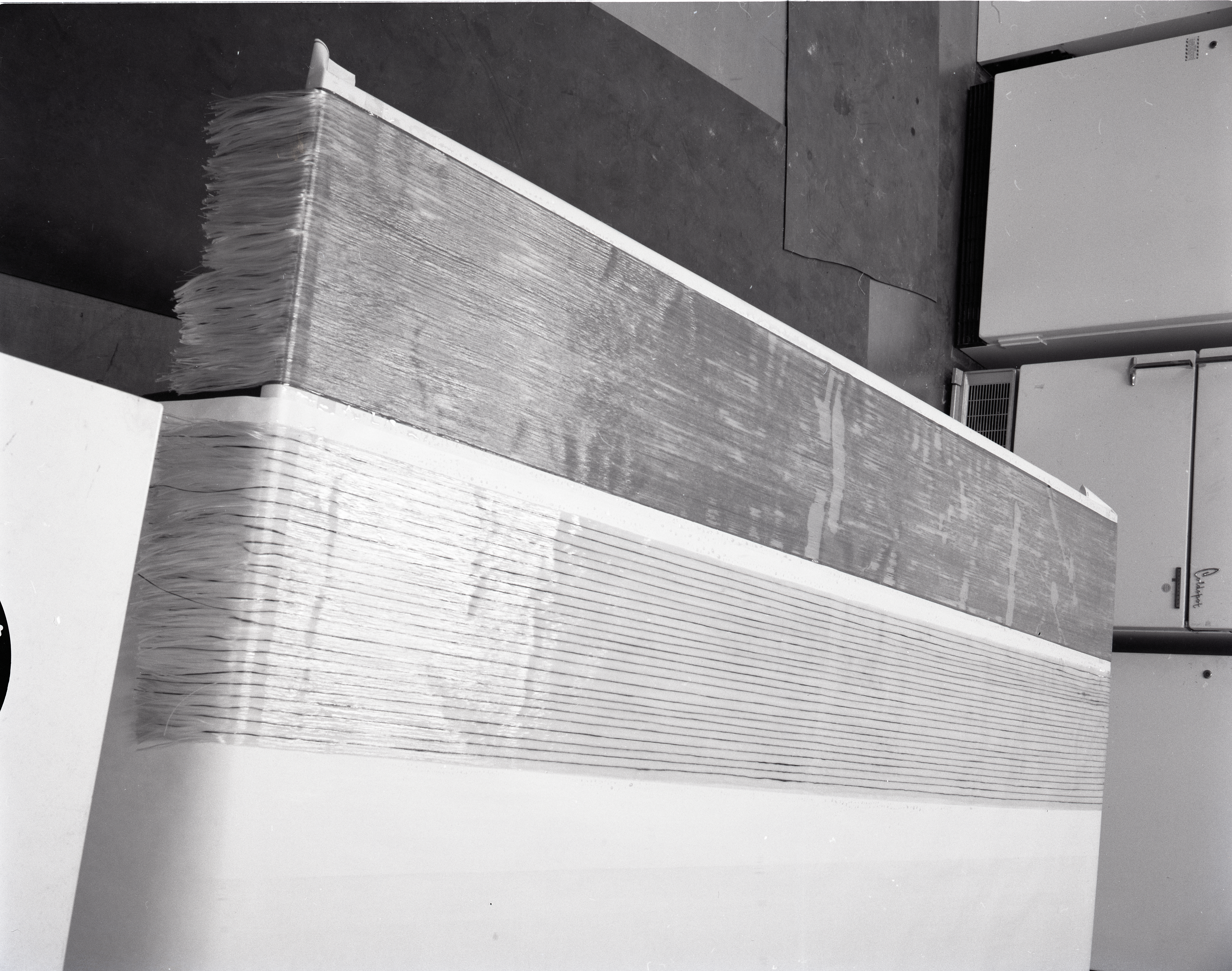
پیش‌آغشته (Prepreg) یک ماده مرکب نیمه‌ساخته است که از ترکیب الیاف تقویت‌کننده و رزین پلیمری تشکیل شده است.

پیش‌آغشته (Prepreg) یک ماده مرکب نیمه‌ساخته است که از ترکیب الیاف تقویت‌کننده و رزین پلیمری تشکیل شده است. در این ماده، الیاف به صورت از پیش آغشته شده با رزین هستند، اما رزین هنوز به طور کامل پخت نشده است. این ویژگی به پیش‌آغشته‌ها انعطاف‌پذیری و قابلیت شکل‌دهی می‌دهد، در حالی که خواص مکانیکی نهایی آنها را حفظ می‌کند.

#### تاریخچه و  روند توسعه
پیش‌آغشته‌ها اولین بار در اواسط قرن بیستم برای صنعت هوافضا توسعه یافتند. هدف اصلی، ایجاد موادی با نسبت استحکام به وزن بالا بود که بتواند در ساخت هواپیماها و فضاپیماها استفاده شود. از آن زمان، استفاده از پیش‌آغشته‌ها به طور قابل توجهی گسترش یافته و امروزه در صنایع مختلفی از جمله خودروسازی، ورزشی، و ساخت و ساز کاربرد دارد.

#### ترکیبات اصلی
1. الیاف تقویت‌کننده: معمولاً شامل الیاف کربن، شیشه، یا آرامید (مانند کولار) است. این الیاف استحکام و سفتی لازم را به ماده نهایی می‌دهند.
2. ماتریس رزینی: معمولاً از رزین‌های گرماسخت مانند اپوکسی، پلی‌استر، یا وینیل استر استفاده می‌شود. رزین‌ها نقش چسباندن الیاف و انتقال بار بین آنها را بر عهده دارند.

#### فرآیند تولید
تولید پیش‌آغشته شامل مراحل زیر است:
1. آماده‌سازی الیاف و رزین
2. اشباع‌سازی الیاف با رزین
3. کنترل میزان رزین
4. خشک کردن جزئی برای رسیدن به حالت نیمه‌پخت
5. ذخیره‌سازی در شرایط کنترل شده (معمولاً در دمای پایین)

#### مزایای پارچه پیش آغشته
- کنترل دقیق نسبت الیاف به رزین
- توزیع یکنواخت رزین
- کاهش زمان و هزینه تولید قطعات نهایی
- بهبود کیفیت و تکرارپذیری محصول
- کاهش انتشار مواد فرار در حین تولید
- امکان تولید قطعات پیچیده و بزرگ

#### معایب پارچه پیش آغشته
- هزینه اولیه بالاتر نسبت به مواد خام
- نیاز به شرایط نگهداری خاص (معمولاً در یخچال)
- عمر انبارداری محدود ( ۱روز تا ۴۵ روز )
- نیاز به تجهیزات خاص برای پخت نهایی (مانند اتوکلاو)

پیش‌آغشته‌ها در صنایع مختلفی کاربرد دارند، از جمله:
1. هوافضا: بدنه هواپیما، بال‌ها، دم 2. خودروسازی: قطعات بدنه، شاسی 3. انرژی: پره‌های توربین بادی 4. ورزشی: راکت تنیس، دوچرخه، چوب گلف 5. پزشکی: پروتزها، ارتوزها 6. الکترونیک: بردهای مدار چاپی

#### فرآیند استفاده
استفاده از پیش‌آغشته‌ها معمولاً شامل مراحل زیر است. فراموش نکنید که این حوزه نیاز به آموزش فیبر کربن و آموزش کار با پیش آغشته سازی الیاف دارد است.:
- برش پیش‌آغشته به شکل مورد نیاز
- لایه‌چینی در قالب
- اعمال فشار و حرارت برای شکل‌دهی و پخت نهایی
- خنک‌سازی و جداسازی از قالب
- تمیزکاری نهایی

## حوزه های کاربردی
حوزه‌های کاربردی پیش‌آغشته‌ها بسیار گسترده و متنوع است. این مواد پیشرفته به دلیل خواص منحصر به فرد خود، از جمله نسبت استحکام به وزن بالا، مقاومت در برابر خستگی، و قابلیت شکل‌پذیری عالی، در صنایع مختلفی مورد استفاده قرار می‌گیرند.
از الیاف کربن پی آغشته در صنعت هوافضا، پیش‌آغشته‌ها نقشی حیاتی ایفا می‌کنند. این مواد در ساخت بدنه هواپیما، بال‌ها، دم، و بسیاری از قطعات داخلی استفاده می‌شوند. استفاده از پیش‌آغشته‌ها در این صنعت منجر به کاهش وزن هواپیماها و در نتیجه، کاهش مصرف سوخت و افزایش کارایی شده است. علاوه بر هواپیماها، این مواد در ساخت ماهواره‌ها، موشک‌ها و حتی ایستگاه‌های فضایی نیز کاربرد دارند.
صنعت خودروسازی نیز از مزایای پیش‌آغشته‌ها بهره‌مند شده است. در این صنعت، پیش‌آغشته‌ها برای ساخت قطعات بدنه، شاسی، و پنل‌های داخلی استفاده می‌شوند. استفاده از این مواد منجر به تولید خودروهای سبک‌تر و در عین حال مستحکم‌تر شده است. این امر نه تنها به بهبود عملکرد و ایمنی خودروها کمک کرده، بلکه مصرف سوخت را نیز کاهش داده است. در خودروهای مسابقه‌ای و لوکس، استفاده از پیش‌آغشته‌ها بسیار رایج است و به بهبود عملکرد و زیبایی این خودروها کمک شایانی کرده است.
در صنعت انرژی، به ویژه در بخش انرژی‌های تجدیدپذیر، پیش‌آغشته‌ها کاربرد گسترده‌ای دارند. این مواد در ساخت پره‌های توربین‌های بادی استفاده می‌شوند. استفاده از پیش‌آغشته‌ها امکان ساخت پره‌های بزرگ‌تر و سبک‌تر را فراهم کرده که منجر به افزایش کارایی توربین‌های بادی شده است. علاوه بر این، در ساخت پنل‌های خورشیدی و سایر تجهیزات مرتبط با انرژی‌های تجدیدپذیر نیز از این مواد استفاده می‌شود.
صنعت ورزشی یکی دیگر از حوزه‌های مهم کاربرد پیش‌آغشته‌هاست. در این صنعت، پیش‌آغشته‌ها برای ساخت تجهیزات ورزشی با کارایی بالا استفاده می‌شوند. راکت‌های تنیس، چوب‌های گلف، دوچرخه‌های مسابقه‌ای، و تجهیزات اسکی همگی از مزایای این مواد بهره‌مند شده‌اند. استفاده از پیش‌آغشته‌ها در این تجهیزات منجر به افزایش استحکام، کاهش وزن، و بهبود عملکرد شده است.
در صنعت پزشکی، پیش‌آغشته‌ها در ساخت پروتزها و ارتوزها کاربرد دارند. این مواد به دلیل سبکی، استحکام، و قابلیت شکل‌پذیری بالا، گزینه مناسبی برای ساخت اندام‌های مصنوعی و وسایل کمکی هستند. علاوه بر این، در ساخت تجهیزات پزشکی مانند تخت‌های MRI و دستگاه‌های رادیولوژی نیز از پیش‌آغشته‌ها استفاده می‌شود.
صنعت الکترونیک نیز از پیش‌آغشته‌ها بهره می‌برد. این مواد در ساخت بردهای مدار چاپی با کارایی بالا استفاده می‌شوند. پیش‌آغشته‌ها امکان ساخت بردهای چند لایه با ضخامت کم و پایداری حرارتی بالا را فراهم می‌کنند. این ویژگی‌ها برای ساخت دستگاه‌های الکترونیکی پیشرفته بسیار مهم هستند.
در صنعت ساختمان، پیش‌آغشته‌ها در تقویت سازه‌های موجود و ساخت المان‌های سبک و مستحکم کاربرد دارند. این مواد برای تقویت پل‌ها، ساختمان‌ها، و سایر سازه‌های عمرانی استفاده می‌شوند. همچنین، در ساخت پنل‌های ساختمانی سبک و مقاوم در برابر زلزله نیز از پیش‌آغشته‌ها استفاده می‌شود.
صنعت دریایی نیز از مزایای پیش‌آغشته‌ها بهره‌مند شده است. این مواد در ساخت بدنه قایق‌ها و کشتی‌های سبک، دکل‌های کشتی، و سایر قطعات دریایی استفاده می‌شوند. استفاده از پیش‌آغشته‌ها در این صنعت منجر به تولید شناورهای سبک‌تر، مقاوم‌تر در برابر خوردگی، و با کارایی بالاتر شده است.

## موارد استفاده از پریپرگ ها
صنعت های زیادی وجود دارند که از مواد پریپرگ استفاده می کنند که از جمله آنها می توان به موارد زیر اشاره نمود.
- موتوراسپرت
- سفر فضایی
- تجهیزات ورزشی
- کشتیرانی
- فناوری ارتوپدی در ارتز و همچنین در پروتز
- در مهندسی برق به عنوان یک "لایه میانی" در مدارهای چند‌لایه و به عنوان ماده عایق برای ماشین‌های الکتریکی و ترانسفورماتور‌ها
- پره‌های روتور در توربین‌های بادی

## انواع فیبر‌های کاربردی
الیاف زیادی وجود دارد که قادرند کاندیدای مناسبی برای تهیه الیاف پیش‌آغشته شده باشند. رایج‌ترین این الیاف‌ها در زیر آمده است.
- الیاف شیشه
- پارچه شیشه ای
- الیاف بازالت
- الیاف کربن
- الیاف آرامید

## ماتریس
سیستم‌های ماتریسی را با توجه به دمای سخت شدن و نوع رزین آن‌ها متمایز می کنند. دمای پخت تا حد زیادی بر دمای انتقال شیشه ای و در نهایت دمای عملیاتی تأثیر گذار است. هواپیماهای نظامی عمدتاً از سیستم‌های 180 درجه سانتیگراد استفاده می کنند.

## ترکیبات
ماتریس پریپرگ از مخلوط رزین و سخت کننده‌ها، در برخی موارد یک شتاب‌دهنده تشکیل شده است. انجماد در منفی بیست درجه سانتی گراد از واکنش رزین با سخت‌کننده جلوگیری می کند. با قطع شدن زنجیره سرد، واکنش آغاز می‌شود و پریپرگ غیرقابل استفاده می شود. همچنین پیش آغشته در دمای بالا وجود دارد که می توان برای مدت معینی در دمای اتاق نگه داشت. این پیش آغشته‌ها را باید تنها در اتوکلاو در دمای بالا آماده کرد.

## انواع رزین‌ها
از رزین‌ های ساخته شده از رزین اپوکسی به صورت گسترده استفاده می شود. پیش آغشته‌های تولید شده از وینیل استر نیز موجود است. از آنجایی که رزین‌های وینیل استر باید از قبل با شتاب دهنده آمین یا کبالت تسریع شوند، زمان تولید آنها در دمای اتاق کوتاه تر از پیش‌آغشته های بر پایه اپوکسی است. کاتالیزورها (یا سخت‌ کننده‌ها) شامل پراکسیدهایی مانند متیل اتیل کتون پراکسید (MEKP)، استیل استون پراکسید (AAP) یا سیکلوهگزانون پراکسید (CHP) هستند. رزین وینیل استر در وضعیت هایی با تنش‌ بالا استفاده می شود.

## خواص رزین
ویژگی های رزین و اجزای تشکیل دهنده فیبر بر تکامل ریزساختارهای VBO (فقط کیسه خلاء) در طول پخت تأثیر گذار هستند. با این وجود که خواص فیبر و معساختار بستر فیبر استاندارد شده‌ اند، ویژگی‌های ماتریس هم الیاف پریپرگ و هم فرآیند را هدایت می‌کنند. در نتیجه، درک وابستگی سیر تکاملی ریزساختارها به خواص رزین بسیار مهم است و توسط محققان بسیاری مورد بررسی قرار گرفته‌است. ابزار پیش آغشته خشک ممکن است با رزین های با ویسکوزیته کم ساخته شوند. با این حال، ریدگارد توضیح می‌دهد که سیستم‌های VBO پریپرگ به نحوی طراحی شده‌ اند که در مراحل اولیه پخت کمی چسبناک باقی بمانند تا از نفوذ جلوگیری کنند و مناطق خشک کافی برای تخلیه هوا باقی بماند. از آنجایی که برای ایجاد خلاء در دمای اتاق از سیستم‌های VBO استفاده می‌شود، که گاهاً بر حسب ساعت یا روز اندازه‌گیری می‌شود، برای ویسکوزیته رزین بسیار مهم است که از «جریان سرد» جلوگیری کند و می‌تواند مسیر های تخلیه هوا را زودتر از موعد مسدود کند. با این وجود، پروفیل ویسکوزیته باید با جریان کافی در دمای پخت به طور کامل پیش آغشته شود که مناطق خشک زیادی در قسمت نهایی باقی نماند. علاوه بر این، بوید و ماسکل  استدلال می کنند که برای جلوگیری از تشکیل و رشد حباب در فشارهای استحکام بخشی کم، هر دو ویژگی چسبناک و الاستیک بودن پریپرگ باید با پارامترهای تولید خاصی که در طول پخت با آن مواجه می شوند، تنظیم شوند تا در نهایت اطمینان حاصل شود که اکثر فشار وارد شده به رزین منتقل می‌شود. در مجموع، تکامل رئولوژیکی رزین‌های VBO باید فضای خالی ناشی از گاز های به دام افتاده و نیز فضا های خالی ناشی از جریان نا‌کافی را متعادل کند.

## پردازش
در دمای اتاق، رزین بسیار کند واکنش می دهد و اگر منجمد شود برای سال‌ها پایدار می ماند. در نتیجه، پیش آغشته‌سازی‌‌ ها فقط در دمای بالا قابل انجام هستند. آنها با روش پرس گرم یا تکنیک اتوکلاو پردازش می شوند. با استفاده از فشار، کسر حجمی فیبر در هر دو روش افزایش می‌یابد.
بهترین کیفیت ها را می توان با روش اتوکلاو به دست آورد. ترکیبی از فشار و خلاء باعث می شود که قطعات حد الامکان با هوا درگیر نشوند.
فرآیند پخت را می توان با یک فرآیند معتدل کردن دنبال کرد که برای اتصال عرضی به طور کامل عمل می کند.

## پیشرفت های مواد
پیشرفت‌ های اخیر در فرآیندهای خارج از اتوکلاو (OOA)  نویدبخش بهبود عملکرد و کاهش هزینه‌ها برای تولید سازه‌ های کامپوزیتی است. با استفاده از کیسه خلاء (VBO) برای فشار‌های جوی، فرآیندهای جدید OOA نویدبخش خالی ماندن کمتر از 1 درصد از محتوای مورد نیاز برای تولید ساختارهای اولیه هوافضا هستند. این تکنیک به رهبری مهندسان مواد در آزمایشگاه تحقیقاتی نیروی هوایی، در هزینه‌های تولید و نصب اتوکلاو‌های ساختاری بزرگ (صد میلیون دلار صرفه‌جویی در ناسا) و در تولید صد هواپیما از نظر اقتصادی صرفه جویی می کند.

## همچنین ببینید
- مواد کامپوزیت
- پلیمر تقویت شده با فیبر کربن
- خارج از تولید کامپوزیت اتوکلاو